# سيسيل غراي
سيسيل غراي (بالإنجليزية: Cecil Gray)‏ هو لاعب كرة قدم أمريكية أمريكي، ولد في 16 فبراير 1968.

## وصلات خارجية
- سيسيل غراي على موقع مرجع كرة القدم المحترفة.كوم (الإنجليزية)